# Club de lectura

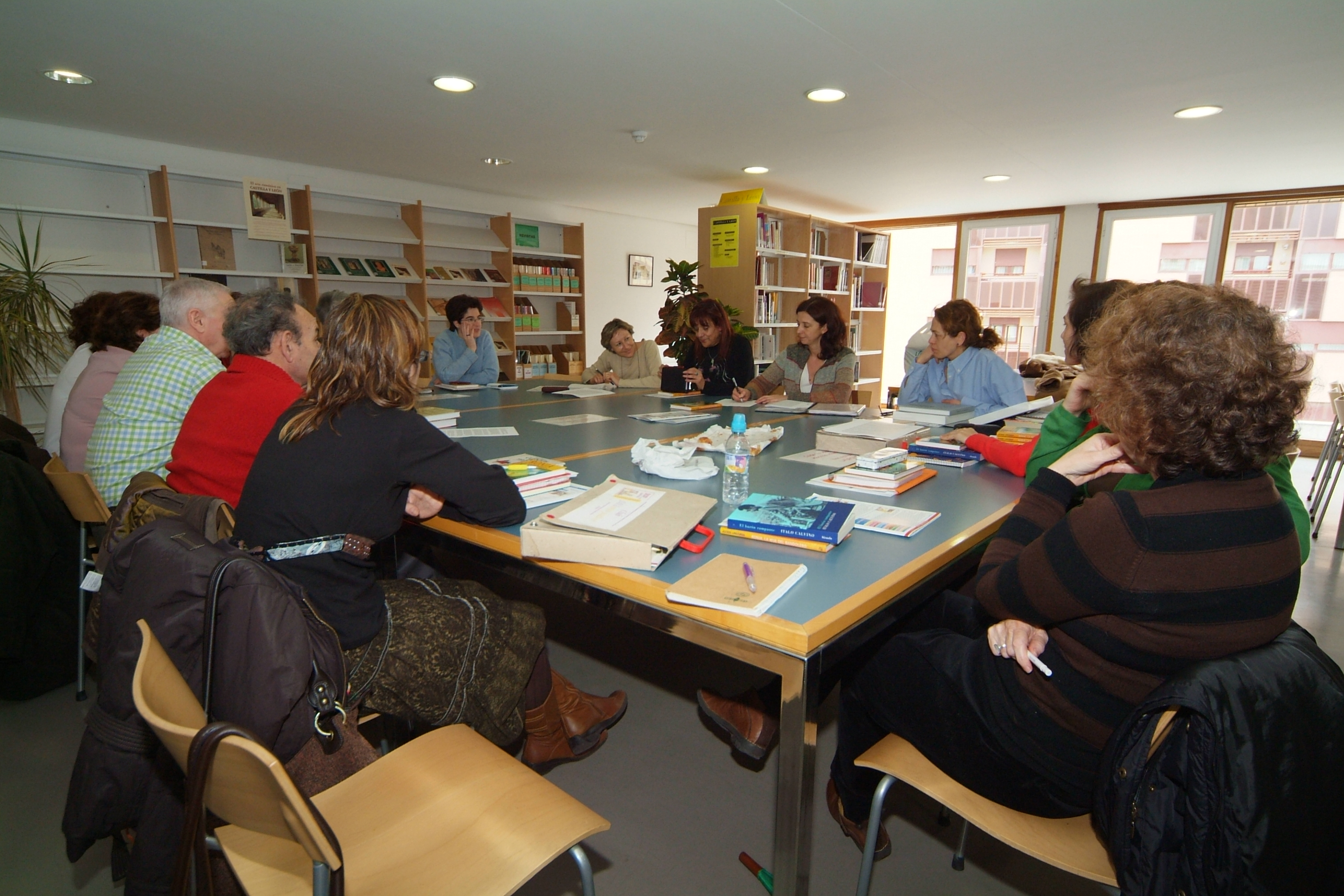
Reunión de un club de lectura.

Un club de lectura es una actividad, generalmente gratuita, donde un grupo de personas aficionadas a un género literario comparten su experiencia y sus impresiones sobre un libro.

## Definición
En los clubes de lectura, por lo general, el grupo de personas lee al mismo tiempo un solo libro. Cada lector lo hace en su casa, no es necesario reunirse para la lectura, pero deben fijar una fecha y lugar (físico o virtual) para reunirse con los otros lectores para ir comentando los avances en la lectura de la novela.

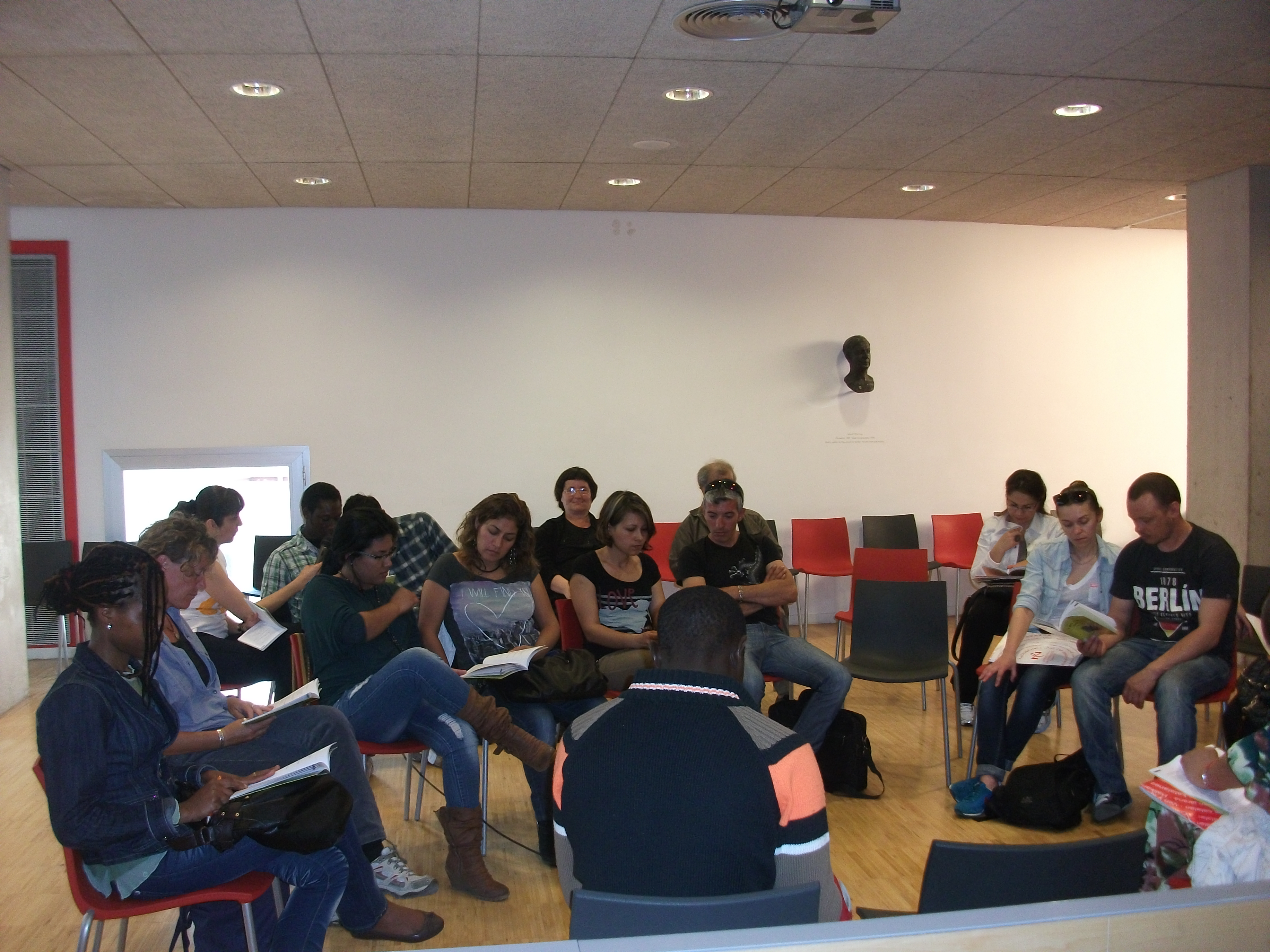
Sesión de un club de lectura.

## En qué consiste
En las reuniones los lectores debaten sobre lo que han leído: el estilo literario, la acción y los personajes. En cada reunión se acuerda la cantidad a leer en los días posteriores.
El coordinador de las sesiones es un lector que anima y modera los debates. Nunca debe ser el protagonista de la reunión, acaparando el tiempo de todos. Debe ser imparcial, evitando tendencias y favoritismos que empobrecerían el club. Su criterio deberá razonarse y será conocido por todos los lectores. Incluso la figura del coordinador puede ser compartida por todos y ser rotatoria entre sus miembros.

## Recomendaciones
Para participar en un club de lectura hay que tener en cuenta una serie de recomendaciones:
La esencia de un club de lectura no consiste en leer en voz alta en las reuniones, sino en comentar la lectura que cada persona ha hecho previamente. No es obligatorio intervenir en los debates de lectura; algunas personas pueden disfrutar simplemente escuchando las opiniones de los demás. También se puede asistir a las reuniones aunque no haya dado tiempo a leer el libro o la parte acordada para esa reunión.
Por lo general no hay que pagar ninguna cuota por pertenecer a un club de lectura. Habitualmente, cada lector consigue su copia del libro, bien comprándolo o tomándolo prestado en bibliotecas. En algunos clubs de lectura es la propia organización quien proporciona los ejemplares.
Se pueden realizar actividades complementarias para enriquecer la experiencia de la lectura.

## Los lectores
Se estima que la cantidad idónea de lectores participantes en un club de lectura oscila entre 6 y 15 personas, pudiendo llegar en algunos casos a los 20.

## Objetivo
El objetivo de un club de lectura es leer, discutir y aprender de un libro, para que se produzca un fomento de la lectura y se desarrolle la crítica constructiva que favorezca la atención a ideas de otros. Además se debe potenciar el debate y estimular el conocimiento de tendencias artísticas o intelectuales diversas.

## Ventajas de pertenecer a un club de lectura
Participar en un club de lectura puede ayudar a descubrir libros desconocidos por el lector. También, a través de la lectura y el debate, se desarrollan mejor las habilidades lectoras.
El apoyo y compromiso con un grupo puede favorecer la motivación para leer y completar las lecturas, así como para abordar libros o temáticas que para un lector en solitario puedan resultar abrumadoras.
Por supuesto, un club de lectura tiene un componente social que hace la experiencia más completa y enriquecedora.